# 維山周嘉
維山 周嘉（いざん しゅうか）は、室町時代中期から後期にかけての臨済宗の僧侶。室町幕府の第10代将軍・足利義稙の異母弟。

## 生涯
文明7年（1475年）、室町幕府の第8代将軍・足利義政の弟である足利義視の子として誕生。母は不詳。
延徳2年（1490年）7月、慈照寺に入寺し、維山周嘉と称した。これは、同年正月に伯父の義政が死去した際、自身の死後に東山山荘を寺として、義視の子息の一人を入寺させるように遺言していたことによる。
明応2年（1493年）4月20日、周嘉は相国寺において得度したが、その直後に明応の政変が起き、兄・義稙が細川政元らによって失脚した。
明応8年（1499年）11月、北陸から上洛しようとした義稙が、近江坂本において大敗した際、周嘉は兄に従って共に京都から離れたと『慈照寺諸記』には記されており、この頃までは生存していたことがうかがえる。